# Борисоглебская церковь (Гродно)
Борисогле́бская це́рковь (бел. Барысаглебская царква на Каложы), также Коложская церковь, Коло́жа — одна из древнейших сохранившихся церквей Древней Руси, уникальный памятник чёрнорусского зодчества. Расположена на территории современной Беларуси в Гродно, на высоком берегу реки Неман. Является самым западным из сохранившихся древнерусских храмов. Точная дата возведения не установлена, предположительно, церковь была построена в 1180-х. Освящена в честь Бориса и Глеба. Коложа сложена из плинфы и отличается уникальным декором фасадов — неоштукатуренные стены украшены вставками из полированных цветных валунов и глазурованной керамической плитки. Стены храма двойные, во внутреннем слое между кирпичами вмурованы многочисленные кувшины-голосники, придающие помещению особые акустические свойства. 
Церковь неоднократно разрушалась во время войн, но наибольший урон ей нанесли оползни в середине XIX века. Тогда были утрачены южная и частично западная стены, при реставрации 1896—1906 годов их заменили деревянными. Последний цикл реставрации прошёл в 2017—2019 годах.
Вместе с комплексом памятников Замковой горы объявлена историко-архитектурным заповедником. Входит в число объектов, предложенных правительством Беларуси в качестве кандидатов на занесение в Список объектов Всемирного наследия ЮНЕСКО.
По мнению архиепископа Гродненского и Волковысского Артемия (Кищенко) это уникальная церковь, возведённая в стиле гродненской архитектурной школы, мастера которой использовали традиции как византийской храмовой архитектуры, так и восточнославянские строительные приёмы. В результате такого синтеза традиций возник храм, аналогов которому нет ни в древнерусском, ни в балканском православном зодчестве.

## История

### Строительство
Подробный труд о строительстве и истории храма оставил Игнатий Кульчинский, архимандрит Коложского монастыря в 1736—1747 годах. На его книгу «Инвентарь Гродненского Коложского базилианского монастыря», изданную в 1748 году, исследователи опираются как на основной источник об истории церкви. По мнению Кульчинского, её воздвигли примерно в то же время, что и Софийский собор в Полоцке, примерно в 1200 году. К этому выводу он пришёл на основе осмотра и анализа кладки кирпича-плинфы у обоих храмов. Современные историки, однако, располагая большим количеством инструментов для анализа, разделяют два разных способа: Полоцкая София сложена типичной для XI века квадратной плинфой opus mixtum, в то время как у Коложской церкви используется удлинённая порядовая кладка, распространённая в XII столетии. На кирпичах сохранились клейма от мастеров-производителей: изображения в форме рыб, ключей, звёзд.
Предположительно, Коложская церковь стала третьим каменным храмом в Гродно и была построена во время правления гродненских князей Бориса и Глеба Всеволодковичей (первый умер до 1166, второй — в 1170) и освящена в честь их небесных покровителей, Бориса и Глеба. По другой версии — храм возведён в 1180-е годы детьми Бориса и Глеба. Согласно некоторых гипотез, архитектором церкви был известный древнерусский зодчий Петр Милонег. Строительство храма осуществлялось на месте урочища Коложань (название «коложань, коложень» обозначает место, где бьют многочисленные родники), которое почиталось местными язычниками. Согласно другим исследованиям, название урочища происходит от жителей псковской крепости Коложа, которых великий князь Витовт взял в плен во время нападения на Псков в 1406 году и переселил на территории, прилегающие к Борисоглебской церкви. После разрушительного пожара 1184 года, который уничтожил соборную церковь древнего Городена, Борисоглебская церковь стала главным городским храмом. То же посвящение Борису и Глебу имела древнейшая церковь Новогрудка, вероятно, строившаяся в одно время с Коложской и, возможно, при участии гродненских мастеров.

### Архитектура
Коложская церковь является уникальной постройкой, не имеющей полных аналогов в мировой архитектуре. В связи с тем, что у храма прослеживаются многочисленные аналогии с Нижней церковью в Гродно, и другими памятниками архитектуры Гродненского княжества, учёные склонны выделять самостоятельную школу зодчества, частично вобравшую в себя романские черты.
Конструктивно Коложская церковь представляет собой крестово-купольный храм с тремя полукруглыми апсидами, алтарь традиционно направлен на восток. Длина здания составляет 21,75 м, ширина — 13,25 м, высота сохранившейся части стен — около 9 м. Церковь имеет уникальные двойные стены. Наружные стены имеют толщину 1,2 м, в нижней части сложены из плинфы, в которую вкладывали крупные валуны, обработанные с наружной стороны до плоского края. По мере продвижения вверх уменьшились количество и размер валунов. Плинфа равнослойная — толщина раствора равна толщине кирпичей. Между внутренней и наружной стеной храма проходит узкий коридор. Внутренние стены замечательны впервые описанными в «Инвентаре» Кульчинского голосниками: «множество отверстий, кажущихся маленькими и узкими, ибо только руку можно просунуть в них, но внутри стен расширяющихся в большие и широкие горшки». Голосники облегчают конструкцию храма и создают особый звуковой резонанс.
Снаружи неоштукатуренные фасады были декорированы глазурованными майоликовыми панно, преимущественно в форме крестов, а также декоративными вставками из отполированных гранитных и гнейсовых валунов разных цветов (красного, коричневого, тёмно-малинового, серо-зелёного, оливкового). Крыша и купола были также покрыты цветной глазурованной черепицей. Синтрон включал в себя скамью шириной в 38 см, идущую до лопаток апсидной стены, внутри которой стоял архирейский трон. В церкви были один главный и четыре боковых алтаря, выполненных из резного дерева «сницерской работы», то есть вырезанных не столяром, а краснодеревщиком.
Пол был набран из щитково-крестообразных плиток.
Уже в первой половине XVIII века Кульчинский отмечал, что место для церкви было выбрано крайне неудачно: песчаная гора стала осыпаться уже в древности, а к середине 18 столетия храм находился под угрозой полного разрушения.

### XV—XVI века
В труде Кульчинского «Хроника игуменов, архимандритов, ктиторов и покровителей Гродненского Коложского монастыря» первым игуменом назван Калист, управлявший Коложей с 1480 по 1492 год. Также известно, что в 1480 году пращур рода Воловичей Грынька Ходкавич Волович повелел ежегодно поставлять из своих владений запас съестных припасов. Легенды упоминают, что во время войны с Великим Княжеством Литовским в 1487—1494 годах на стены храма ставили пушки. Кульчинский писал, что церковь была разрушена в XV веке московскими войсками Ивана III, осаждавшими Старый замок во время русско-литовской войны 1487—1494 годов и якобы засыпавшими Коложскую церковь песком, чтобы поставить на неё пушки и стрелять по замку. У Адама Киркора уже говорится, что пушки на церковные стены ставил Карла XII.
В 1500 году Великий Князь Александр пожаловал храму «сад на Коложеняхъ», а по инициативе его супруги Елены у церкви был основан Борисоглебский мужской монастырь, который позднее стал базилианским. В начале XVI века церковь была отреставрирована по инициативе Богуша Боговитеновича.
В 1554 году управление монастырём перешло к Марку Воловичу, а от него — к сыну Семёну. Последний вошёл в историю Коложи как дурной правитель, например, в «Истории русской церкви» епископ Макарий Булгаков упоминал, что Волович «все доходы монастыря обращал исключительно в свою пользу». В 1568 он даже отдал обитель пану Павлу Котовичу, однако вскоре забрал обратно.
В конце XVI столетия монастырю принадлежала значительная часть Коложского парка, земли сдавались в аренду огородникам. Летописцы писали, что архимандриты Белозор, Григорий Бенковский и Друцкий-Соколинский «довели монастырь до того, что церковь была обращена в пустыню, земли, принадлежащие монастырю, разграблены». До 1689 года он находился в полном запустении, при Иосафате существуя только «как одно название». В XVII веке храм использовался как хозяйственная постройка под нужды Гродненского замка. К моменту, когда монастырь возглавил Игнатий Кульчинский, обители принадлежали сад на Немане, фольварок Понемунь, имение Чещевляны, а также леса и луга Сокольского уезда.
Со смертью Игнатия Кульчинского летописная история Коложской церкви надолго прервалась. Известно, что в 1791 году алтарь освятил униатский митрополит Теодор Ростоцкий, а в 1827 году церковь накрыли новым гонтом.

### XIX—XX века
В ночь на 2 апреля 1853 года вся южная и часть западной стены храма обрушились в Неман. Ещё один оползень случился в 1864-м, после чего был проведён ремонт здания: на месте утраченных стен в грунт забили сваи и возвели новый фундамент. При реставрации в 1870 году были открыты старинные фрески в конхах. В 1873-м в бывшем алтаре установили временную часовню, а в остальном здании — опоры для поддержки разрушающихся частей. В 1889 году из-за нового оползня рухнула апсида диаконника. В 1896—1906 годах была проведена научная консервация древнего здания. Взяв за основу некую оптимальную дату, реставраторы восстановили облик здания до обрушения. Тогда укрепили берег, накрыли церковь двускатной гонтовой крышей, возвели деревянные стены взамен утраченных, возобновили престол Бориса и Глеба. Синод, однако, исторически ориентированный подход не одобрил и в 1904 году повелел «восстановить недостающие части». В 1911 году были заложены древние ниши стен и северный портал, но дальнейшим работам помешала Первая Мировая война.
Главной священной реликвией храма была Коложская икона Божией Матери, считавшаяся чудотворной. В 1914 году перед ней молился император Николай II с супругой и двумя дочерьми в ходе инспекции оборонительных сооружений. В 1915 году перед наступлением кайзеровских войск на Гродно икона была эвакуирована в Москву. Впоследствии она была утеряна, сохранились только списки.
После включения Гродно в состав Польши был создан специальный Комитет по укреплению Коложской церкви. Доктор Бронислав Галицкий из Виленского университета провёл геологические изыскания берега Немана, после которых решено было удалить полтора метра культурного слоя. Без лишнего грунта открылись изначальные пропорции церкви. В 1929 году была построена ограда вокруг церковного кладбища, архитектором которой выступил Юзеф Иодковский.
С сентября 1939 года до 1990-х богослужения в храме были запрещены. В 1960-х его передали под управление Гродненского государственного историко-археологического музея, здание стало использоваться как музей. В 1977 году в храме был выложен пол. В 1978 Коложа перешла к Республиканскому музею атеизма и истории религии. В 1980-х в здании прошла серия археологических и искусствоведческих исследований, а в 1990-х возобновились богослужения. На пожертвование Владимира Мулявина был восстановлен дубовый иконостас.

## Современность
В 2000—2005 годах снова произошло проседание склона, после чего его укрепили с помощью свай вдоль Рыбацкой улицы и специальной подпорной стены.
В XXI веке Коложская церковь является одной из главных архитектурных достопримечательностей Гродно и принимает туристов, в ней также проводятся богослужения и обряды венчания и крещения. В храме хранятся уникальные образа — старинная икона «Всевидящее Око», афонский список иконы матери Пресвятой Богородицы, четыре иконы 1897 года, написанные специально для Коложской церкви. В 2017 году в северной нише было установлено мозаичное панно «О тебе радуется…», выполненное в мастерской Владимира Фролова по эскизу Виктора Васнецова. Ранее мозаика украшала собор Александра Невского в Варшаве.
По благословению Патриарха Алексия II в одной из московских иконописных мастерских по сохранившейся литографии был создан список Коложской иконы Божией Матери. Он был освящён патриархом и в 2006 году передан в коложскую церковь.
В 2017—2018 годах прошла реставрация храма. В церкви был установлено археологическое окно, сквозь которое видно основание исторической колонны. В ходе восстановительных работ деревянную стену заменили на термостойкую из термодифицированной сосны, установили ливневую и дренажную системы, чтобы избежать дальнейшего разрушения плинфы. Интерьеры воссоздали из древесины дуба и сосны. На стенах храма установили датчики контроля температуры и влажности. В ограде решено было сделать термошвы, чтобы в морозы кладка не продолжала трескаться. В прессе появлялись статьи, авторы которых сомневаясь в профессионализме реставраторов, отмечали, что в проекте упоминается закладка в стены газосиликатных блоков. Настоятель храма подобные факты отрицал и ссылался на одобрение международных экспертов, высоко оценивших уровень работ.
Во время реставрационных работ 2017—2019 годов на одном из кирпичей был найден отпечаток пальца, вероятно, принадлежащий одному из строителей церкви. Тогда же обнаружилось, что от алтаря на второй ярус церкви ведёт узкая лестница, в которую вмурованы голосники.
В 2019 году Коложская церковь была внесена в Предварительный список всемирного наследия Юнеско.
В октябре 2021 года архиепископ Гродненский и Волковысский Антоний объявил, что к 2025 году в городе планируют построить копию Коложской церкви, воспроизведя оригинальный декор XII века.
В Коложской церкви в настоящее время во время богослужений поёт мужской хор.

## В искусстве

### Изобразительное искусство
- Коложа показана на гравюре XVI века, авторства Матеуса Цюндта.
- Храм отображён на гравюре с панорамой Гродно XVII века, авторства Томаша Маковского.
- Церковь неоднократно изображалась художниками периода XIX—XX веков, в частности: Наполеоном Ордой, Германом Штруком, Василием Грязновым, Михалом Андриолли, Михалом Кулешей, Михалом Ключевским, Мартином Ольшинским.
- В 1999 году выпущена памятная монета Национального банка Беларуси «Барысаглебская царква»[29].

### Музыка
- Храму посвящена песня белорусского барда В. Шалкевича[бел.] «Ля Каложскай царквы».
- Коложе посвящён акапельный трэк рок-проекта mistik ğardeno «Сiвая Каложа».
- В честь церкви назван альбом барда Анатолия Колковского «Моя Коложа».

## Галерея
- Коложская церковь до разрушения (1850)
- Реконструкция Коложской церкви академика архитектуры Ивана Ивановича Горностаева 1864 года
- Коложская церковь, Наполеон Орда
- Икона Богородицы Одигитрии Коложской
- Памятная монета
- Церковь в руинах, 1890 год
- Алтарь, 1897
- Храм в годы Второй Мировой войны